# Oak Hill (Floride)
Oak Hill est une ville située dans le comté de Volusia, dans l’État de Floride, aux États-Unis.

## Démographie
| 1930 | 1940 | 1950 | 1960 | 1970 | 1980 |
| ---- | ---- | ---- | ---- | ---- | ---- |
| 457  | 509  | 683  | 758  | 747  | 938  |

| 1990 | 2000  | 2010  | - | - | - |
| ---- | ----- | ----- | - | - | - |
| 917  | 1 378 | 1 792 | - | - | - |

## Source
- (en) Cet article est partiellement ou en totalité issu de l’article de Wikipédia en anglais intitulé « Oak Hill, Florida » (voir la liste des auteurs).